# Miss Brésil
Miss Brésil (portugais : Miss Brasil) est un concours de beauté féminine, destiné aux jeunes femmes habitantes et de nationalité brésilienne. La lauréate représente le pays au concours de Miss Univers.

## Lauréates
| Année | Nom                         | État représenté | État représenté     | Classement Miss Univers |
| ----- | --------------------------- | --------------- | ------------------- | ----------------------- |
| 1954  | Martha Rocha                |                 | Bahia               | 1re dauphine            |
| 1955  | Emília Barreto              |                 | Ceará               | (Top 15) Demi-finaliste |
| 1956  | Maria José Cardoso          |                 | Rio Grande do Sul   | (Top 15) Demi-finaliste |
| 1957  | Terezinha Morango           |                 | Amazonas            | 1re dauphine            |
| 1958  | Adalgisa Colombo            |                 | Guanabara           | 1re dauphine            |
| 1959  | Vera Ribeiro                |                 | Guanabara           | 4e dauphine             |
| 1960  | Jean MacPherson             |                 | Guanabara           | (Top 15) Demi-finaliste |
| 1961  | Staël Abelha                |                 | Minas Gerais        |                         |
| 1962  | Maria Olívia Rebouças       |                 | Bahia               | 4e dauphine             |
| 1963  | Ieda Maria Vargas           |                 | Rio Grande do Sul   | Miss Univers 1963       |
| 1964  | Ângela Vasconcelos          |                 | Paraná              | (Top 15) Demi-finaliste |
| 1965  | Raquel Andrade              |                 | Guanabara           | (Top 15) Demi-finaliste |
| 1966  | Ana Cristina Ridzi          |                 | Guanabara           |                         |
| 1967  | Carmen Ramasco              |                 | São Paulo           | (Top 15) Demi-finaliste |
| 1968  | Martha Vasconcellos         |                 | Bahia               | Miss Univers 1968       |
| 1969  | Vera Fischer                |                 | Santa Catarina      | (Top 15) Demi-finaliste |
| 1970  | Eliane Thompson             |                 | Guanabara           | (Top 15) Demi-finaliste |
| 1971  | Eliane Guimarães            |                 | Minas Gerais        | 4e dauphine             |
| 1972  | Rejane Vieira Costa         |                 | Rio Grande do Sul   | 1re dauphine            |
| 1973  | Sandra Mara Ferreira        |                 | São Paulo           | (Top 15) Demi-finaliste |
| 1974  | Sandra Guimarães            |                 | São Paulo           |                         |
| 1975  | Ingrid Budag                |                 | Santa Catarina      | (Top 15) Demi-finaliste |
| 1976  | Kátia Moretto               |                 | São Paulo           |                         |
| 1977  | Cássia Janys Moraes         |                 | São Paulo           |                         |
| 1978  | Suzana Araújo               |                 | Minas Gerais        |                         |
| 1979  | Marta Jussara da Costa      |                 | Rio Grande do Norte | 3e dauphine             |
| 1980  | Eveline Schroeter           |                 | Rio de Janeiro      |                         |
| 1981  | Adriana Alves               |                 | Rio de Janeiro      | 3e dauphine             |
| 1982  | Celice Pinto                |                 | Pará                | (Top 12) Demi-finaliste |
| 1983  | Marisa Fully                |                 | Minas Gerais        |                         |
| 1984  | Ana Elisa Flores            |                 | São Paulo           |                         |
| 1985  | Márcia Gabrielle            |                 | Mato Grosso         | (Top 10) Demi-finaliste |
| 1986  | Deise Nunes                 |                 | Rio Grande do Sul   | (Top 10) Demi-finaliste |
| 1987  | Jacqueline Meirelles        |                 | District fédéral    |                         |
| 1988  | Isabel Beduschi             |                 | Santa Catarina      |                         |
| 1989  | Flávia Cavalcanti           |                 | Ceará               |                         |
| 1991  | Patrícia Godói              |                 | São Paulo           |                         |
| 1992  | Maria Carolina Portella     |                 | Paraná              |                         |
| 1993  | Leila Schuster              |                 | Rio Grande do Sul   | (Top 10) Demi-finaliste |
| 1994  | Valéria Melo Péris          |                 | São Paulo           |                         |
| 1995  | Renata Bessa                |                 | Minas Gerais        |                         |
| 1996  | Maria Joana Parizotto       |                 | Paraná              |                         |
| 1997  | Nayla Micherif              |                 | Minas Gerais        |                         |
| 1998  | Michela Marchi              |                 | Mato Grosso do Sul  | (Top 10) Demi-finaliste |
| 1999  | Renata Fan                  |                 | Rio Grande do Sul   |                         |
| 2000  | Josiane Kruliskoski         |                 | Mato Grosso         |                         |
| 2001  | Juliana Borges              |                 | Rio Grande do Sul   |                         |
| 2002  | Joseane Oliveira (destitué) |                 | Rio Grande do Sul   |                         |
| 2002  | Taíza Thomsen               |                 | Santa Catarina      |                         |
| 2003  | Gislaine Ferreira           |                 | Tocantins           | (Top 10) Demi-finaliste |
| 2004  | Fabiane Niclotti            |                 | Rio Grande do Sul   |                         |
| 2005  | Carina Beduschi             |                 | Santa Catarina      |                         |
| 2006  | Rafaela Zanella             |                 | Rio Grande do Sul   | (Top 20) Demi-finaliste |
| 2007  | Natália Guimarães           |                 | Minas Gerais        | 1re dauphine            |
| 2008  | Natália Anderle             |                 | Rio Grande do Sul   |                         |
| 2009  | Larissa Costa               |                 | Rio Grande do Norte |                         |
| 2010  | Débora Lyra                 |                 | Minas Gerais        |                         |
| 2011  | Priscila Machado            |                 | Rio Grande do Sul   | 2e dauphine             |
| 2012  | Gabriela Markus             |                 | Rio Grande do Sul   | 4e dauphine             |
| 2013  | Jakelyne Oliveira           |                 | Mato Grosso         | 4e dauphine             |
| 2014  | Melissa Gurgel              |                 | Ceará               | (Top 15) Demi-finaliste |
| 2015  | Marthina Brandt             |                 | Rio Grande do Sul   | (Top 15) Demi-finaliste |
| 2016  | Raissa Santana              |                 | Paraná              | (Top 13) Demi-finaliste |
| 2017  | Monalysa Alcântara          |                 | Piauí               | (Top 10) Demi-finaliste |
| 2018  | Mayra Dias                  |                 | Amazonas            | (Top 20) Demi-finaliste |
| 2019  | Júlia Horta                 |                 | Minas Gerais        | (Top 20) Demi-finaliste |
| 2020  | Júlia Gama                  |                 | Rio Grande do Sul   | 1re dauphine            |
| 2021  | Teresa Santos               |                 | Ceará               |                         |
| 2022  | Mia Mamede                  |                 | Espírito Santo      |                         |
| 2023  | Maria Brechane              |                 | Rio Grande do Sul   |                         |
| 2024  | Luana Cavalcante            |                 | Pernambouc          |                         |
| 2025  | Gabriela Lacerda            |                 | Piauí               |                         |

## Galerie

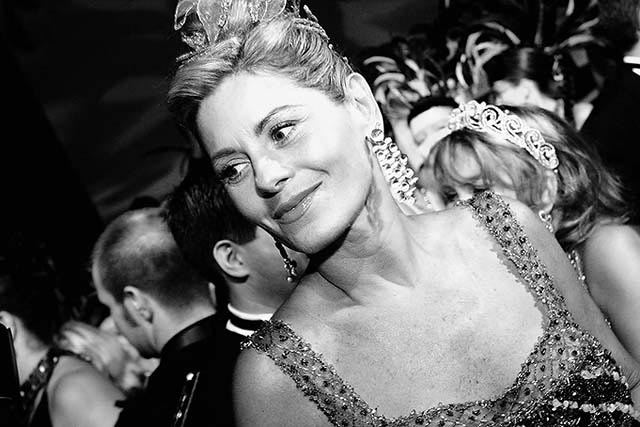
Vera Fischer, Miss Brésil 1969.
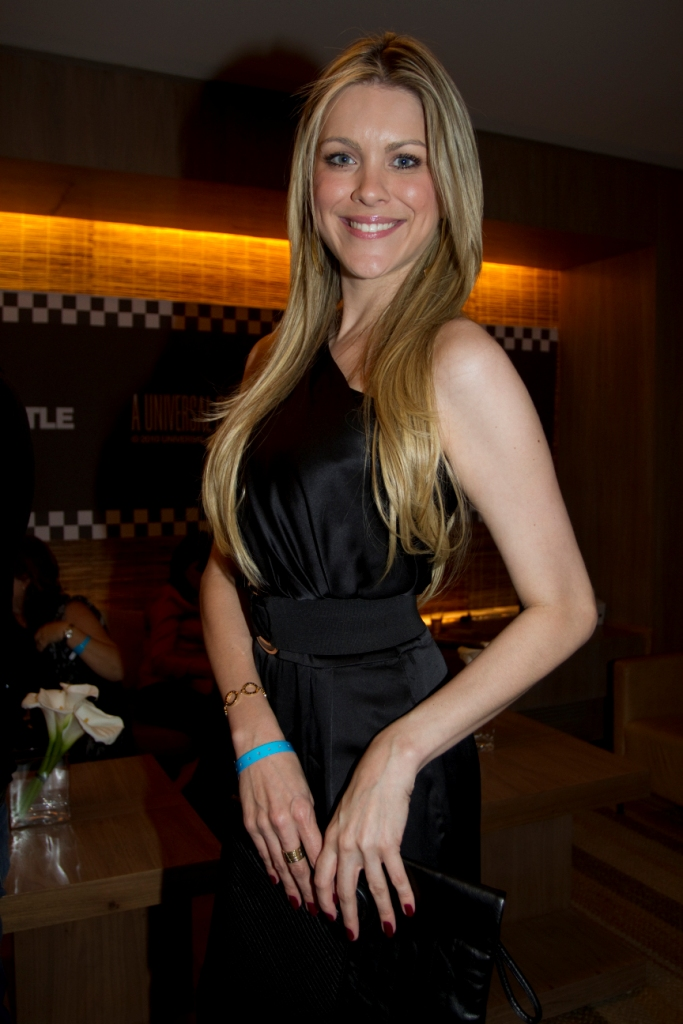
Renata Fan, Miss Brésil 1999.
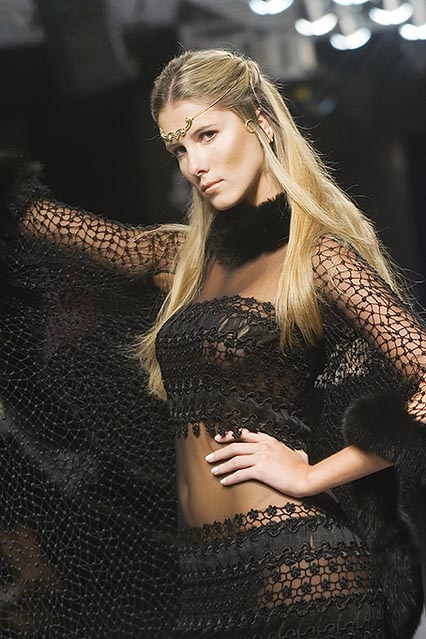
Carina Beduschi, Miss Brésil 2005.
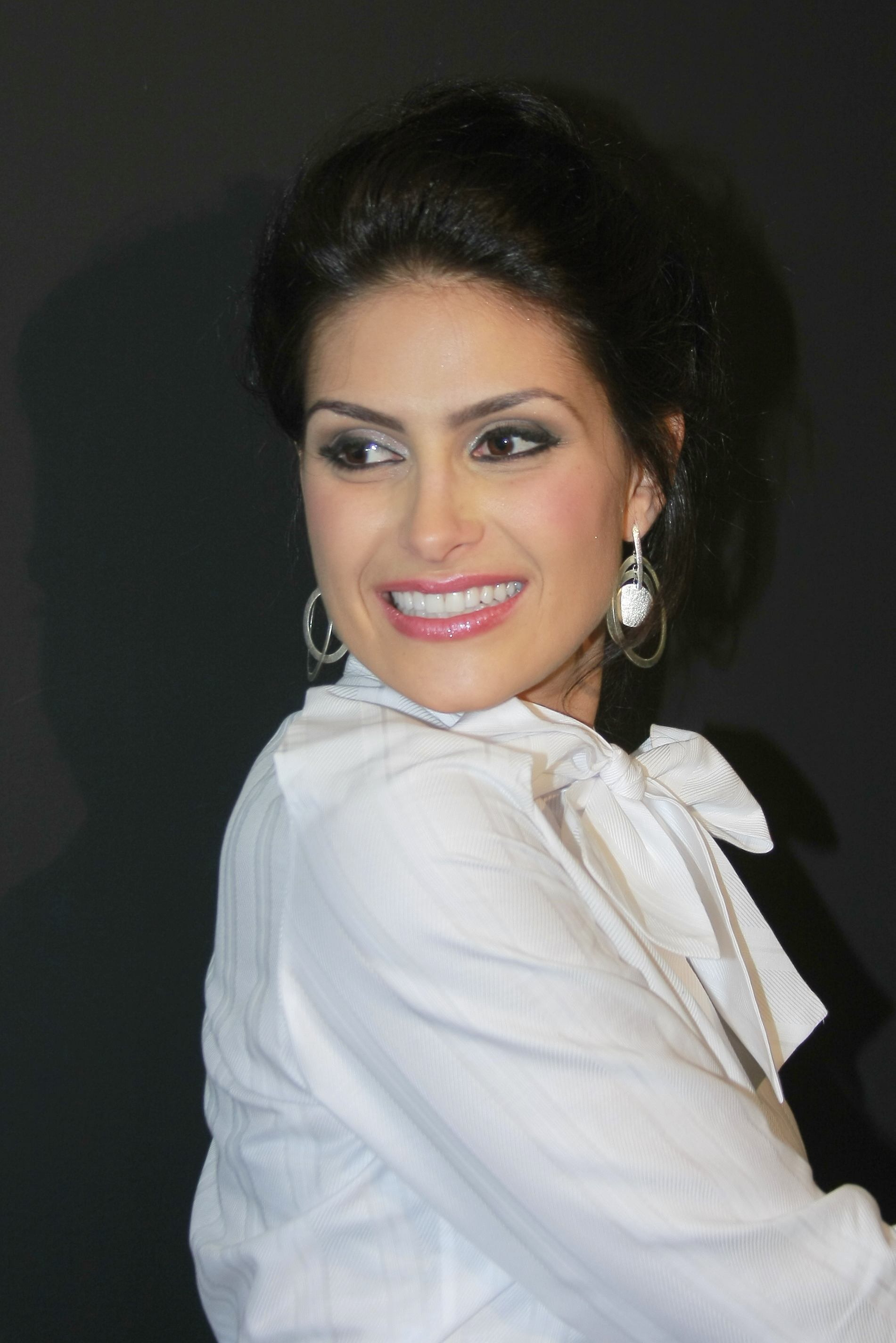
Natália Guimarães, Miss Brésil 2007.
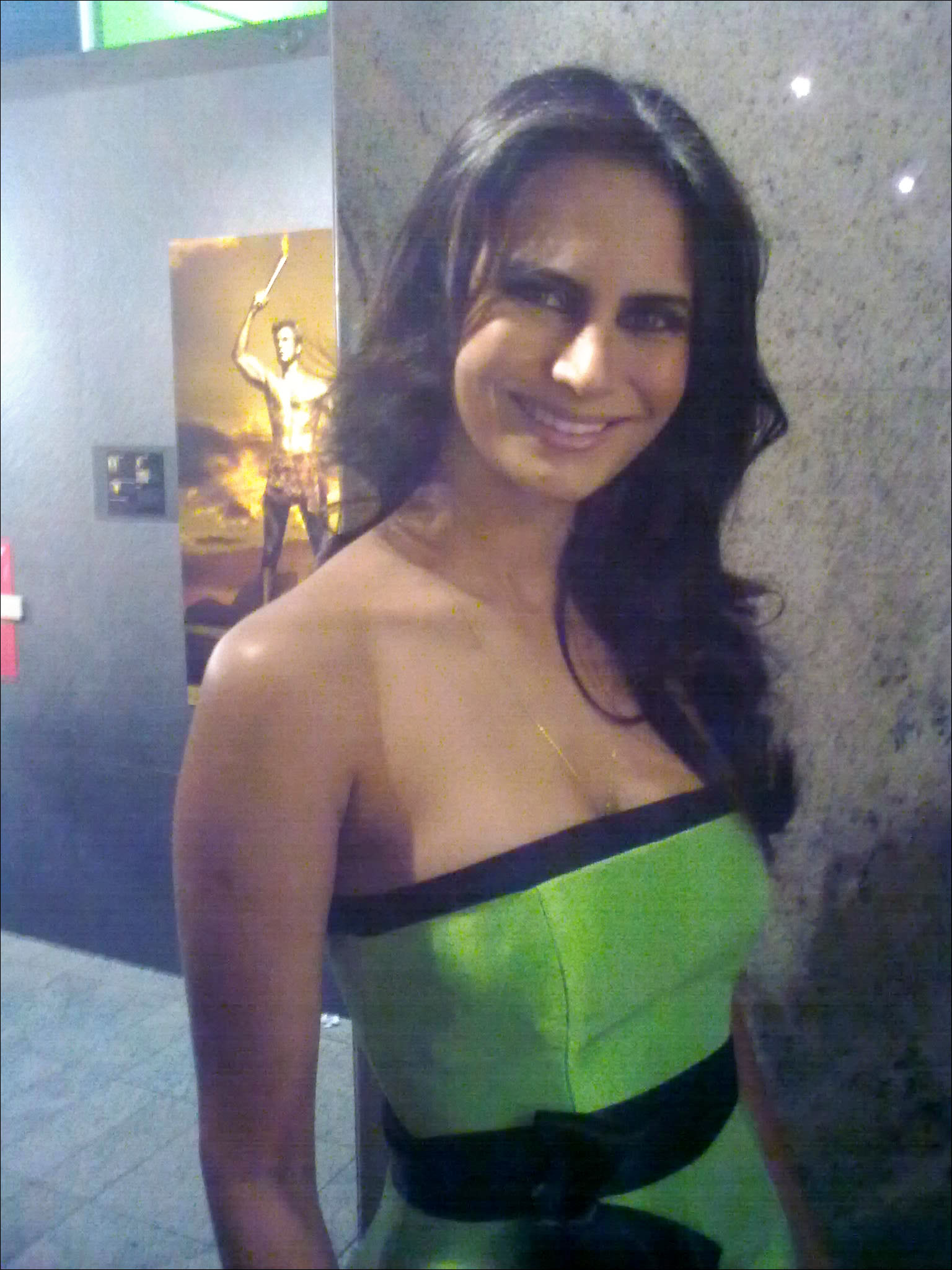
Larissa Costa, Miss Brésil 2009.
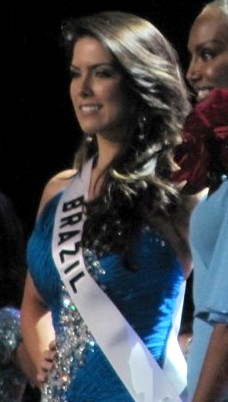
Débora Lyra, Miss Brésil 2010.
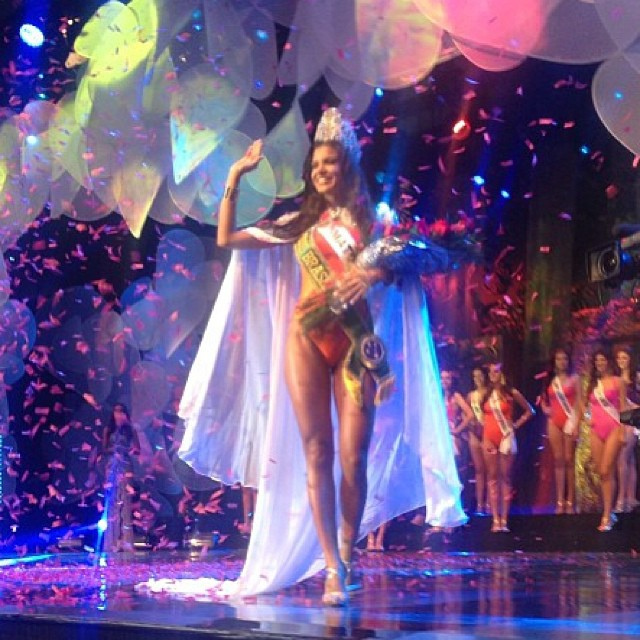
Jakelyne Oliveira, Miss Brésil 2013.

## Palmarès par État
| États               | Titres | Années                                                                             |
| ------------------- | ------ | ---------------------------------------------------------------------------------- |
| Rio Grande do Sul   | 14     | 1956, 1963, 1972, 1986, 1993, 1999, 2001, 2004, 2006, 2008, 2011, 2012, 2015, 2020 |
| Minas Gerais        | 9      | 1961, 1971, 1978, 1983, 1995, 1997, 2007, 2010, 2019                               |
| São Paulo           | 8      | 1967, 1973, 1974, 1976, 1977, 1984, 1991, 1994                                     |
| Guanabara           | 6      | 1958, 1959, 1960, 1965, 1966, 1970                                                 |
| Santa Catarina      | 5      | 1969, 1975, 1988, 2002, 2005                                                       |
| Ceará               | 4      | 1955, 1989, 2014, 2021                                                             |
| Paraná              | 4      | 1964, 1992, 1996, 2016                                                             |
| Mato Grosso         | 3      | 1985, 2000, 2013                                                                   |
| Bahia               | 3      | 1954, 1962, 1968                                                                   |
| Piauí               | 2      | 2017, 2025                                                                         |
| Amazonas            | 2      | 1957, 2018                                                                         |
| Rio Grande do Norte | 2      | 1979, 2009                                                                         |
| Rio de Janeiro      | 2      | 1980, 1981                                                                         |
| Pernambuco          | 1      | 2024                                                                               |
| Espírito Santo      | 1      | 2022                                                                               |
| Tocantins           | 1      | 2003                                                                               |
| Mato Grosso do Sul  | 1      | 1998                                                                               |
| District fédéral    | 1      | 1987                                                                               |
| Pará                | 1      | 1982                                                                               |

## Titres remportés par le Brésil aux concours internationaux majeurs
| Concours international   | Titres | Année(s) | Lauréate                 | État d'origine      |
| ------------------------ | ------ | -------- | ------------------------ | ------------------- |
| Reina Hispanoamericana   | 5      |          |                          |                     |
| Reina Hispanoamericana   | 5      | 1991     | Patrícia Godói           | São Paulo           |
| Reina Hispanoamericana   | 5      | 1995     | Carolina Thaís Müller    | Rio de Janeiro      |
| Reina Hispanoamericana   | 5      | 2003     | Cecilia Valarini         | Rio Grande do Norte |
| Reina Hispanoamericana   | 5      | 2006     | Francine Eickemberg      | Santa Catarina      |
| Reina Hispanoamericana   | 5      | 2008     | Vivian Noronha           | Paraná              |
| Miss Intercontinental    | 3      |          |                          |                     |
| Miss Intercontinental    | 3      | 1972     | Jane Macambira           | Guanabara           |
| Miss Intercontinental    | 3      | 1981     | Cristiane Passos         | Goiás               |
| Miss Intercontinental    | 3      | 1998     | Janaína Borba            | Rio de Janeiro      |
| Miss Terre               | 2      |          |                          |                     |
| Miss Terre               | 2      | 2004     | Priscilla Meirelles      | Amazonas            |
| Miss Terre               | 2      | 2009     | Larissa Ramos            | Amazonas            |
| Miss Univers             | 2      |          |                          |                     |
| Miss Univers             | 2      | 1963     | Iêda Maria Vargas        | Rio Grande do Sul   |
| Miss Univers             | 2      | 1968     | Martha Vasconcellos      | Bahia               |
| Miss Grand International | 1      | 2022     | Isabella Menin           | São Paulo           |
| Miss Monde               | 1      | 1971     | Lúcia Petterle           | Guanabara           |
| Miss International       | 1      | 1968     | Maria da Glória Carvalho | Guanabara           |